# غلاديس ريكينا
غلاديس ريكينا (9 نوفمبر 1952) سياسية فنزويلية، كانت عضوًا في الجمعية الوطنية ووزيرة. كانت أيضًا عضوًا في الجمعية الوطنية التأسيسية لعام 2017.

## الحياة المهنية
انتقلت ريكينا إلى فارجاس مع عائلتها بحثًا عن نوعية حياة أفضل. هي أستاذة في اللغة الإسبانية والأدب، تخرجت في المعهد التربوي في كاراكاس عام 1977، وتخرجت كمحامية من جامعة فنزويلا المركزية عام 1982. تخصصت في قانون العمل.
كانت نائبة في الجمعية الوطنية لولاية فارغاس ورئيسة اللجنة البرلمانية الدائمة للثقافة والترفيه. وهي أيضًا إحدى مؤسسي المعهد الإقليمي للمرأة في فارغاس وشبكة النساء في فارغاس في عام 1997، فضلاً عن كونها عضوًا في اللجنة المنظمة للمنصة الموحدة للمرأة الثورية في عام 2007 واللجنة الوطنية للحركة تشكيل الجبهة الوطنية للمرأة عام 2009.
كانت ريكينا مندوبة في العديد من المؤتمرات للاتحاد النسائي الديمقراطي الدولي، مثل قمة منتدى ساو باولو في كاراكاس 2012، ولجنة التوجيه في بروكسل 2009، والمؤتمر الإقليمي الخامس للاتحاد الدولي للديمقراطية في الإكوادور 2009. من من 2011 إلى 2014 كانت مندوبة الجمعية الوطنية إلى الاتحاد البرلماني الدولي في ستة مؤتمرات قمة في مدينة بنما وبرن وكمبالا ومدينة كيبيك وجنيف. وهي حاليًا عضوة في الجمعية الوطنية التأسيسية لعام 2017.

## مرتبة الشرف
- في 27 يونيو حصلت على وسام من الدرجة الثانية من وزارة التربية 1997.
- وسام البطلات الفنزويليين من رئاسة الجمهورية 2009.
- طلب أرمينيو بورجاس من فئة واحدة من اتحاد كليات المحامين 2009.